# 디디에 야 코난
디디에 야 코난(프랑스어: Didier Ya Konan)는 코트디부아르의 전 축구 선수이다. 포지션은 스트라이커이다. 10-11시즌 하노버 공격의 주축을 담당하여 팀의 리그 최종성적 4위의 돌풍을 이끌었다.